# كلاوس هوبر (متزلج قفز)
كلاوس هوبر (بالألمانية: Klaus Huber)‏ هو متزلج قفز نمساوي، ولد في 1968.

## وصلات خارجية
- كلاوس هوبر على موقع الاتحاد الدولي للتزلج (القفز التزلجي) (الإنجليزية)